# Aenocyon dirus
El lobo gigante o lobo terrible (Aenocyon dirus) es una especie de cánido extinto de gran tamaño que vivió desde América del Norte hasta las Pampas del centro de la Argentina durante el Pleistoceno. El yacimiento donde se han encontrado más restos de Aenocyon dirus es el del Rancho La Brea, cerca de Los Ángeles, donde han aparecido unos 3500 esqueletos completos. Ciertas características presentes en este yacimiento invitan a pensar que los lobos gigantes, al igual que muchos otros cánidos, eran animales sociables que vivían y cazaban en manada.

## Descripción

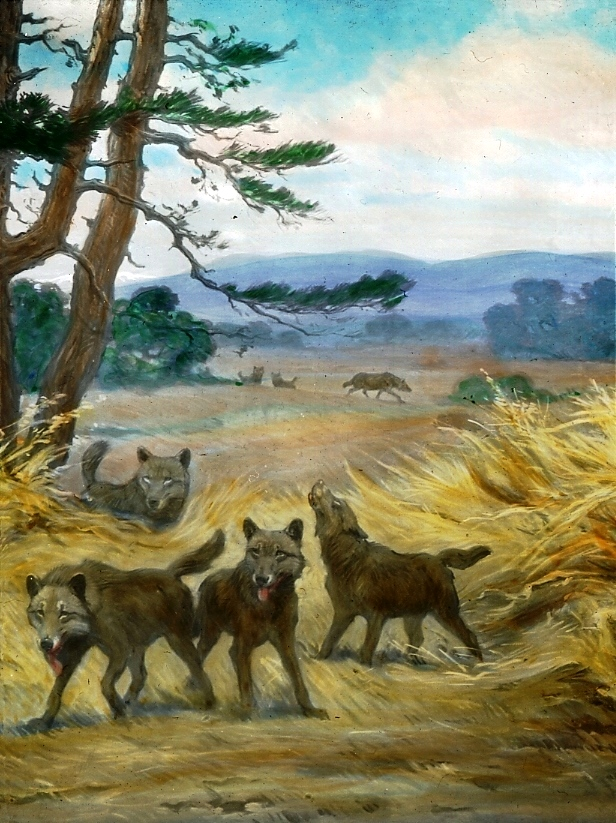
Reconstrucción del hábitat del lobo gigante.

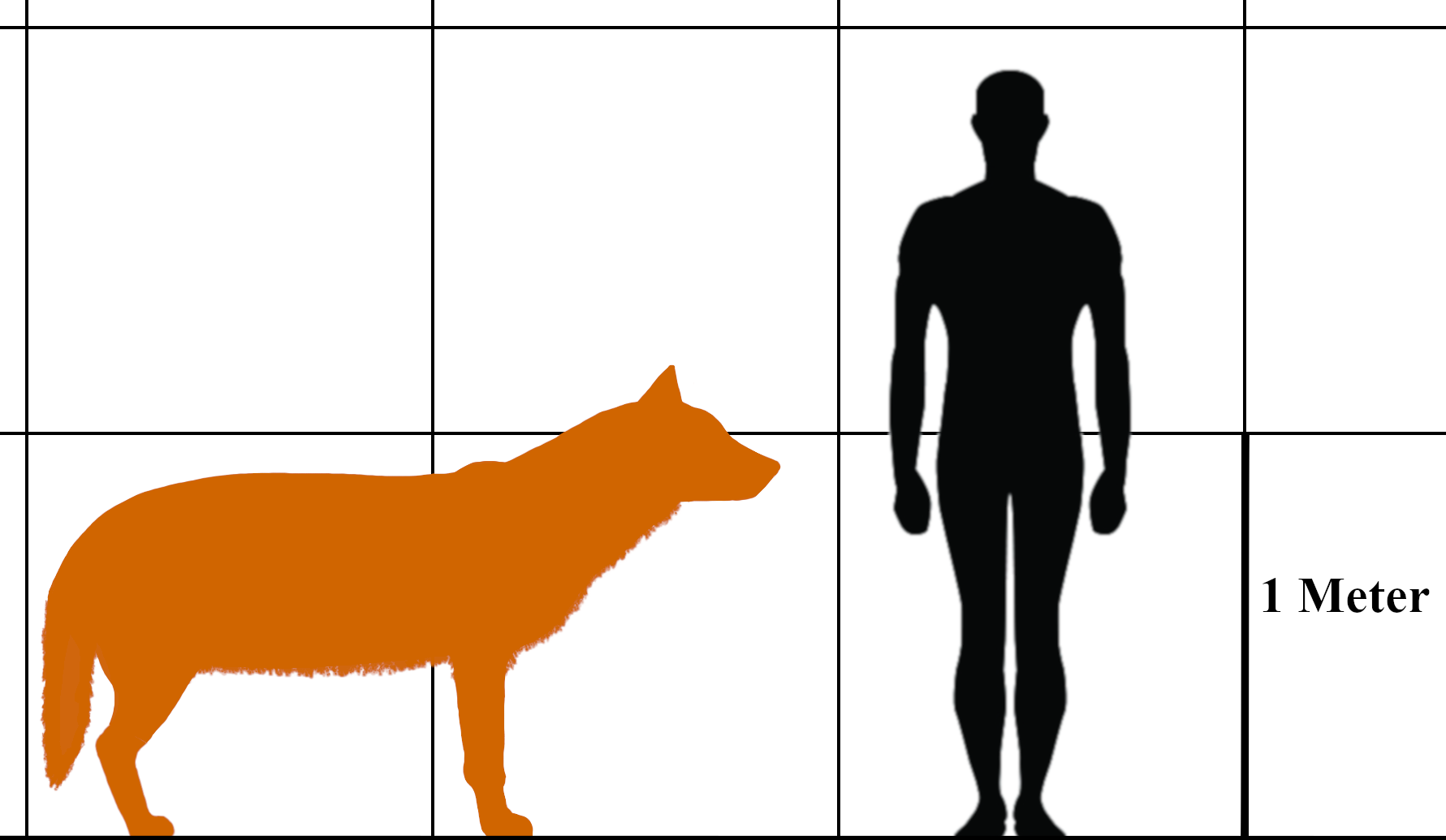
Comparación de tamaño de A. dirus con un humano.

A pesar de lo que invita a pensar su nombre común, el lobo gigante no era excepcionalmente grande comparado con el lobo común o lobo gris (Canis lupus). En promedio, pesaba unos 80 kg pero podía alcanzar 100 kg. Sin embargo, las diferencias con este otro cánido, con el que compartió hábitat durante 90 000 años, son importantes.
Aenocyon dirus era mucho más robusto y sus patas proporcionalmente cortas. El morro era largo y las mandíbulas potentes, con dientes gruesos y fuertes capaces de triturar huesos. El nicho que ocupaba en las praderas y estepas norteamericanas de la era glacial era similar al que las hienas tenían en otros continentes.
Un gran número de fósiles de herbívoros marcados por las fauces de lobos gigantes refuerzan esta idea.

## Taxonomía y paleontología

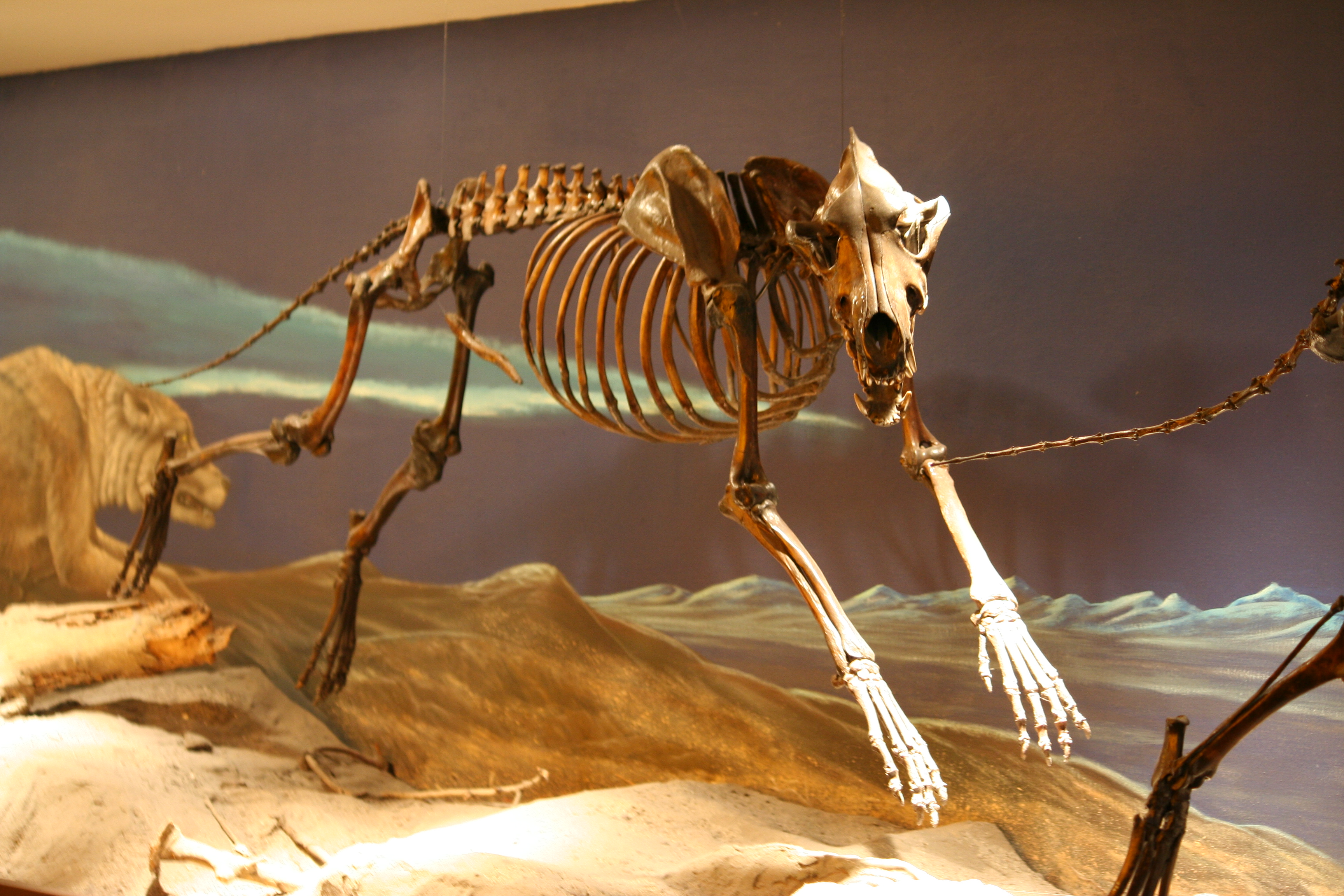
El lobo gigante es recreando en velocidad con su esqueleto, noten atrás una reconstrucción gráfica del antiguo lobo (Museo George C. Page).

A mediados del siglo XIX comenzaron a descubrirse en Estados Unidos restos fósiles de grandes cánidos extintos cuya clasificación inicial resultó controvertida. El primer hallazgo relevante ocurrió en 1854 en el río Ohio cerca de Evansville, Indiana, donde se recuperó una mandíbula con molares que el paleontólogo Joseph Leidy identificó como una nueva especie de un lobo extinto: Canis primaevus (Leidy, 1854). Este material, recolectado por un coleccionista de Evansville y que llegó a manos de Lady gracias al geólogo Joseph Granville Norwood, junto con la correspondencia científica entre ellos dos, se conserva en la Academia de Ciencias Naturales de Filadelfia. Posteriormente, Leidy descubrió vértebras en el valle del río Niobrara en Nebraska que describió como Canis dirus (1858). Más tarde, al descubrir que el nombre C. primaevus ya había sido usado por Hodgson para el cuón asiático, lo renombró como Canis indianensis (Leidy, 1869).
En 1876, el zoólogo Joel Asaph Allen describió Canis mississippiensis (Allen 1876) sugiriendo su posible relación con las especies descritas por Leidy: C. dirus y C. indianensis. Sin embargo, la escasez de material impidió a Allen establecer conclusiones definitivas por lo que prefirió dejar los tres taxones separados hasta que se encontraran más fósiles. La situación cambió en 1908 cuando John Campbell Merriam comenzó a extraer numerosos fragmentos fosilizados de lobos terribles en los pozos de alquitrán del Rancho La Brea, hasta que en 1912 encontró un esqueleto lo suficientemente completo para identificar los restos como C. dirus (Leidy 1858). En 1915 el paleontólogo Edward Troxell declaró que C. indianensis era un sinónimo de C. dirus, apoyando la postura de Merriam.
Tras estudiar las similitudes entre sí y las diferencias con otros miembros del género Canis, Merriam propuso en 1918 unificar C. dirus (Leidy 1858), C. ayersi (Stellards 1916) y C. milleri (Merriam 1912) en un nuevo género que nombró Aenocyon (en griego, ainos, 'terrible' y cyon, 'perro'), pero la propuesta de crear un género nuevo separado de Canis generó controversia. Estudios posteriores de Ernest Lundelius (1972) y Ronald M. Nowak (1979) concluyeron que Canis ayersi, Aenocyon dirus y las descritas por Leidy (a excepción de C. milleri) correspondían a una sola especie: Canis dirus.
El análisis de la variación morfológica en poblaciones pleistocénicas de Canis dirus realizado por Björn Kurtén (1984) permitió reconocer dos morfotipos geográficamente estructurados. Para las poblaciones occidentales (representadas por material de California y México) se describió la subespecie Canis dirus guildayi, caracterizada por tener miembros más cortos y dientes más largos. En contraste, los ejemplares orientales (distribuidos al este de la Divisoria Continental) fueron asignados a la subespecie  Canis dirus dirus, con miembros más largos y dientes más cortos, en función a la descripción de un maxilar completo recuperado en el yacimiento de la Cueva del Ermitaño.

Los análisis genómicos recientes (2021) confirmaron la gran divergencia filogenética entre Aenocyon dirus y otros cánidos extintos, sustentando la clasificación taxonómica de propuesta por Merriam en 1918 de ubicarlos en el género Aenocyon. 

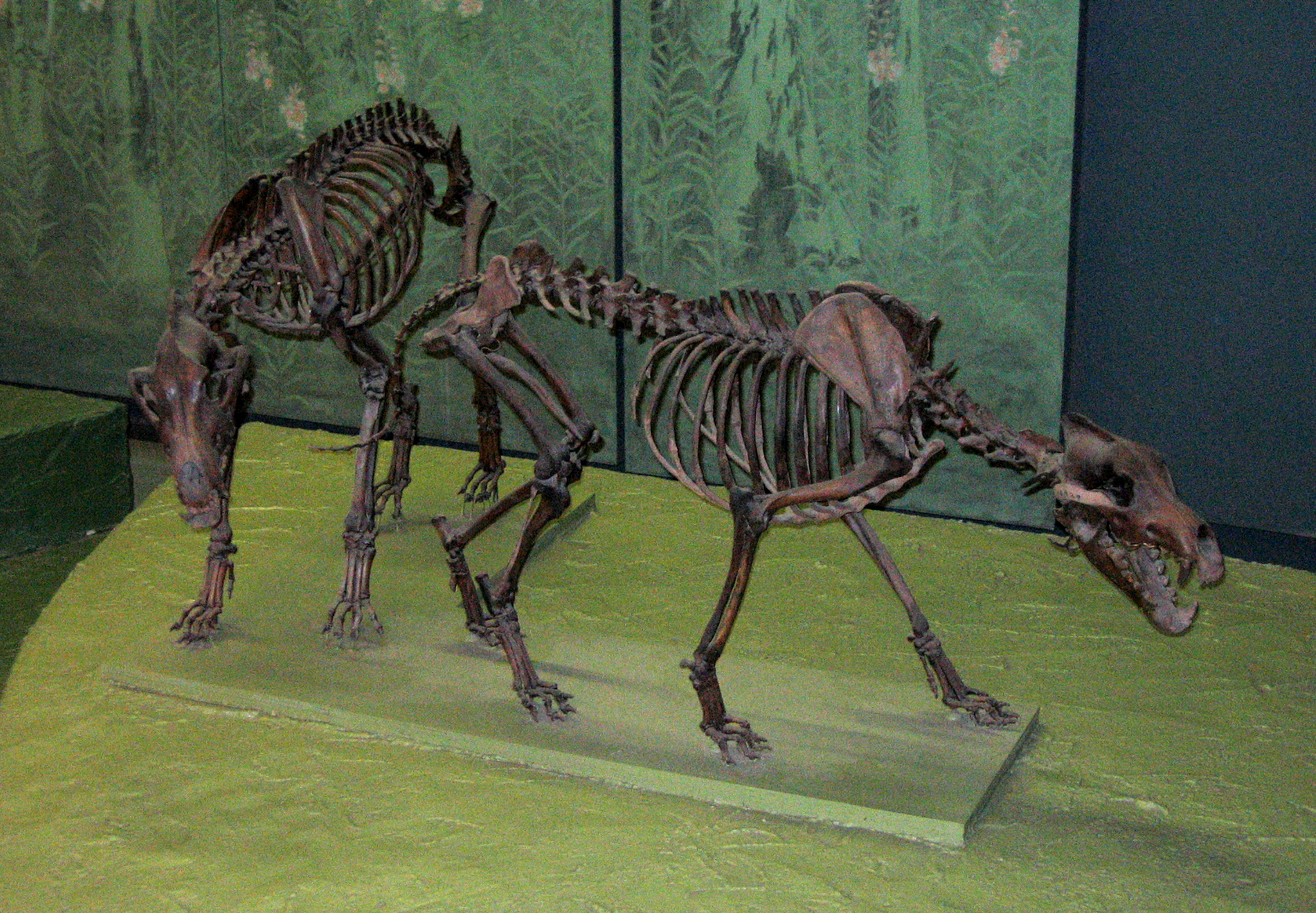
Esqueletos fósiles de Aenocyon dirus en el Museo de Historia Natural de Washington.

## Historia evolutiva
El registro fósil indica que los géneros Canis, Urocyon y Vulpes divergieron del primitivo y pequeño Leptocyon hace 9 o 10 millones de años. Un millón de años después los cánidos dejaron su Norteamérica natal y se extendieron por Eurasia y África, diferenciándose en múltiples especies.
Mientras tanto, los cánidos vivían otra explosión diversificatoria en América. Hace unos 800 000 años, la especie Canis armbrusteri se extendió por América del Norte y del Sur. Poco después se extinguió en Norteamérica, pero en Suramérica evolucionó hacia la especie Aenocyon dirus, aunque también hay evidencia de que ':Aenocyon dirus pudo evolucionar de otros cánidos suramericanos.
En el Pleistoceno tardío, hace 300 000 años, los lobos grises (Canis lupus) regresaron a Norteamérica desde Eurasia por el puente de tierra que comunicaba entonces el Estrecho de Bering. Hace 100 000 años los lobos gigantes hicieron lo mismo desde Suramérica, y aparentemente no hubo competencia entre ambas especies, ya que probablemente explotaban nichos ecológicos distintos. Los lobos gigantes comenzaron a declinar hace 16 000 años, a medida que se producían los cambios climáticos de la última glaciación y el ser humano se extendía por América. Esta suma de factores redujo el número de grandes herbívoros en América, como el bisonte estepario, el camello, el mamut, el mastodonte, el megaterio o el caballo americano de los que se alimentaban preferentemente los lobos gigantes. Se extinguieron probablemente hace 10 000 años, como el resto de la megafauna americana. No obstante, algunos hallazgos fósiles realizados en Arkansas indican que pudieron vivir en las montañas Ozark hasta hace sólo 4000 años.[cita requerida]

### Evidencia genética
| Canis | (lobos, perros, chacal eurasiático, etc.) |
|       | (lobos, perros, chacal eurasiático, etc.) |
| Cuon  | Cuon alpinus (cuón)                       |
|       | Cuon alpinus (cuón)                       |

| Lycaon | Lycaon pictus (perro salvaje africano) |
|        | Lycaon pictus (perro salvaje africano) |

| Canis | (lobos, perros, chacal eurasiático, etc.) |
|       | (lobos, perros, chacal eurasiático, etc.) |
| Cuon  | Cuon alpinus (cuón)                       |
|       | Cuon alpinus (cuón)                       |

| Lycaon | Lycaon pictus (perro salvaje africano) |
|        | Lycaon pictus (perro salvaje africano) |

| Lupulella | (Chacal) africano |
|           | (Chacal) africano |

| Canis | (lobos, perros, chacal eurasiático, etc.) |
|       | (lobos, perros, chacal eurasiático, etc.) |
| Cuon  | Cuon alpinus (cuón)                       |
|       | Cuon alpinus (cuón)                       |

| Lycaon | Lycaon pictus (perro salvaje africano) |
|        | Lycaon pictus (perro salvaje africano) |

| Canis | (lobos, perros, chacal eurasiático, etc.) |
|       | (lobos, perros, chacal eurasiático, etc.) |
| Cuon  | Cuon alpinus (cuón)                       |
|       | Cuon alpinus (cuón)                       |

| Lycaon | Lycaon pictus (perro salvaje africano) |
|        | Lycaon pictus (perro salvaje africano) |

| Lupulella | (Chacal) africano |
|           | (Chacal) africano |

| †Aenocyon | †Aenocyon dirus (lobo terrible) |
|           | †Aenocyon dirus (lobo terrible) |

| Canis | (lobos, perros, chacal eurasiático, etc.) |
|       | (lobos, perros, chacal eurasiático, etc.) |
| Cuon  | Cuon alpinus (cuón)                       |
|       | Cuon alpinus (cuón)                       |

| Lycaon | Lycaon pictus (perro salvaje africano) |
|        | Lycaon pictus (perro salvaje africano) |

| Canis | (lobos, perros, chacal eurasiático, etc.) |
|       | (lobos, perros, chacal eurasiático, etc.) |
| Cuon  | Cuon alpinus (cuón)                       |
|       | Cuon alpinus (cuón)                       |

| Lycaon | Lycaon pictus (perro salvaje africano) |
|        | Lycaon pictus (perro salvaje africano) |

| Lupulella | (Chacal) africano |
|           | (Chacal) africano |

| Canis | (lobos, perros, chacal eurasiático, etc.) |
|       | (lobos, perros, chacal eurasiático, etc.) |
| Cuon  | Cuon alpinus (cuón)                       |
|       | Cuon alpinus (cuón)                       |

| Lycaon | Lycaon pictus (perro salvaje africano) |
|        | Lycaon pictus (perro salvaje africano) |

| Canis | (lobos, perros, chacal eurasiático, etc.) |
|       | (lobos, perros, chacal eurasiático, etc.) |
| Cuon  | Cuon alpinus (cuón)                       |
|       | Cuon alpinus (cuón)                       |

| Lycaon | Lycaon pictus (perro salvaje africano) |
|        | Lycaon pictus (perro salvaje africano) |

| Lupulella | (Chacal) africano |
|           | (Chacal) africano |

| †Aenocyon | †Aenocyon dirus (lobo terrible) |
|           | †Aenocyon dirus (lobo terrible) |

Los análisis genéticos demuestran que Aenocyon dirus pertenece a un linaje evolutivo distinto del género Canis que se originó de forma independiente en América. Los primeros intentos por recuperar ADN mitocondrial de los restos de huesos de Aenocyon dirus guildayi en 1992 no tuvieron éxito debido a la contaminación por compuestos asfálticos en los especímenes de los yacimientos de La Brea. Esta dificultad se volvió a confirmar en 2014 tras el intento fallido de extraer ADN de un mamut columbino (Mammuthus columbi) del mismo yacimiento. El estudio concluyó que los compuestos orgánicos del asfalto permean los huesos de todas las muestras de La Brea por lo que dificulta la extracción de ADN.
Un estudio en 2021 logró secuenciar ADN nuclear a partir de cinco ejemplares fósiles de A. dirus de entre 13 000 y 50 000 años. Los resultados filogenéticos indican que este taxón representa un linaje altamente divergente, cuyo último ancestro común con los cánidos del grupo Canis (que incluye lobos, coyotes y chacales) se remonta al Mioceno tardío, hace aproximadamente 5.7 millones de años. Los análisis morfológicos comparativos, basados en 46 caracteres osteológicos, revelaron una notable similitud entre A. dirus y Canis lupus, la cual se interpreta como producto de convergencia evolutiva más que de estrecha relación filogenética ya que no hubo evidencia de hibridación génetica entre las muestras de cinco especímenes de Aenocyn dirus con lobos, coyotes y su ancestro común. Por lo que se concluye que la evolución de lobos y coyotes estuvo aislada de A. dirus.
El estudio propone un origen temprano del linaje de A. dirus en América cuyo aislamiento geográfico dio pie a un aislamiento reproductivo desde su separación hace 5.7 millones de años. Los coyotes (Canis latrans), los cuones (Cuon alpinus), los lobos grises (Canis lupus) y el extinto Xenocyon evolucionaron en Eurasia y se expandieron hacia Norteamérica relativamente tarde durante el Pleistoceno Tardío. Como resultado, no hubo flujo génico entre estas especies y el lobo gigante. El prolongado aislamiento del linaje de A. dirus sugiere que otros taxones fósiles americanos, como Canis armbrusteri y Canis edwardii, podrían igualmente pertenecer al género Aenocyon. Las conclusiones del estudio confirman la propuesta taxonómia de separar Aenocyon de Canis.

### Proyecto de desextinción
El 7 de abril de 2025 la empresa Colossal Biosciences dio a conocer la noticia del nacimiento, en octubre de 2024, de dos cachorros machos de lobos grises modificados genéticamente para parecerse fenotípicamente al Aenocyon dirus.
Si bien se trata de un esfuerzo en dirección de la desextinción de esta especie los tres ejemplares no comparten ningún material genético con Aenocyon dirus. La empresa informó haber modificado 20 genes del genoma del lobo gris, apenas 15 de los cuales fueron basados en el genoma del lobo gigante y son aquellos relacionados al tamaño del animal, musculatura y forma de las orejas.
En general, el trabajo fue menos invasivo que el típico proceso de clonación. Primero se aislaron células EPC de muestras de sangre de lobo gris antes de que los científicos reescribieran 14 genes clave en el núcleo de la célula para expresar 20 rasgos que supuestamente representan el fenotipo del lobo terrible. Los científicos de Colossal produjeron 45 óvulos modificados, que se convirtieron en embriones y se insertaron en el útero de dos madres de alquiler. Un embrión de cada madre de alquiler cuajó, y Rómulo y Remo nacieron en octubre de 2024 tras 65 días de gestación. La cesárea programada se repitió con una tercera madre de alquiler, que dio a luz a Khaleesi.

## Cultura popular
Esta especie es conocida popularmente a raíz de su aparición en la aclamada serie de libros Canción de hielo y fuego escrita por George R. R. Martin y su adaptación televisiva, Game of Thrones.